# Portorož 1905
»Portorož 1905« je skladba skupine Bazar iz leta 1984; dve leti kasneje je izšla tudi na albumu. Avtor glasbe je Danilo Kocjančič, besedilo pa je napisal Drago Mislej "Mef". 

## MMS 1984
Skladba se je prvič predstavila na Melodijah morja in sonca '84, z nastopom v portoroškem Avditoriju. Skladba je tudi zmagala na tem festivalu in prejela prvo nagrado strokovne žirije.

## Snemanje
Snemanje je potekalo v studiu Tivoli. Skladba je 5. aprila 1986 izšla na njihovem debitanskem studijskem albumu Bazar pri ZKP RTV Ljubljana na kaseti in vinilki, leta 1998 pa še na Kompilacija 84-92.

## Zasedba

### Produkcija
- Danilo Kocjančič – glasba
- Drago Mislej – besedilo
- Bazar – aranžma
- Tadej Hrušovar – producent
- Aco Razbornik – tonski snemalec
- Jurij Toni – tonski snemalec

### Studijska izvedba
- Slavko Ivančić – solo vokal
- Danilo Kocjančič – bas kitara, vokal
- Dušan Vran – bobni, vokal
- Zdenko Cotič – kitara, vokal
- Marino Legovič – klaviature, vokal

### Gost
- Lojze Krajnčan – pozavna